# Les Brulais
Les Brulais település Franciaországban, Ille-et-Vilaine megyében. Lakosainak száma 541 fő (2022. január 1.). Les Brulais Guer, Comblessac, Carentoir és Val d'Anast községekkel határos.

## Népesség
A település népességének változása:
| Lakosok száma | 389  | 362  | 387  | 456  | 496  | 535  | 553  | 540  | 534  | 541  |
|               | 1968 | 1982 | 1990 | 2006 | 2013 | 2015 | 2017 | 2019 | 2020 | 2022 |